# 高岡村 (長野県)
高岡村（たかおかむら）は長野県上水内郡にあった村。現在の飯綱町南西部にあたる。

## 地理
- 山：飯縄山、霊仙寺山、三登山

## 歴史
- 1889年（明治22年）4月1日 - 町村制の施行により、地蔵久保新田村・坂口村・高坂村・川上村・袖ノ山村・古町村・柳里村の区域をもって発足。
- 1955年（昭和30年）4月1日 - 中郷村と合併して牟礼村が発足。同日高岡村廃止。
- 2005年（平成17年）10月1日 - 牟礼村が三水村と合併して飯綱町が発足。

## 交通

### 道路
- 国道18号